# Айшуаков, Баймухамед
Баймухамед Айшуаков (также Баймагамбет, 1790—1847) — султан, генерал-майор. Сын хана Айшуака, правителя Младшего жуза, внук хана Абулхаира. 
В 1815 году назначен правителем семи родов — жетыру. За поддержку политики царской власти получил чины военного старшины (1836), подполковника (1839), полковника (1840). В 1824 году султан попал в плен к восставшим Жоламан-батыра в ходе восстания 1822—1825 годов. В 1825 году с султаном Каратаем Нуралиевым и казаками Уральска участвовал в карательной экспедиции против восставших. 25 октября 1830 года назначен султаном — правителем западной части Младшего жуза. На этой должности находился 17 лет. Участвовал в подавлении крестьянского восстания, возглавляемого Исатаем Таймановым. В 1843 году воевал против отрядов Кенесары Касымова. С декабря 1846 года по март 1847 года во главе группы представителей Младшего жуза посетил Петербург. Айшуаков был на приёме у Николая I, получил звание генерал-майора. Все его сыновья, окончив Оренбургское военное училище, находились на военной службе. Сын Мухамеджан стал генерал-майором Российской империи.